# Nectandra krugii
Nectandra krugii là một loài thực vật thuộc họ Lauraceae. Loài này có ở Antigua và Barbuda, Dominica, Cộng hòa Dominica, Guadeloupe, Martinique, Antilles thuộc Hà Lan, và Puerto Rico.